# Mateusz Gniazdowski
Mateusz Gniazdowski (* 1974, Varšava) je polský analytik, politolog a historik, v letech 2016–2022 zástupce ředitele Centra východních studií (OSW), w letech 2022–2024 velvyslanec Polska v Česku. Odborný asistent v Centru východoevropských studií Varšavské univerzity (SEW UW). Předseda nadace Polsko-česká aviatická asociace (PCAA).
Absolvoval magisterské studium v Institutu politických věd Varšavské univerzity (2000) a doktorské studium v Ústavu politických věd Slovenské akademie věd, které završil obhajobou disertační práce (PhD.) na Univerzitě Komenského v Bratislavě (2010). Dříve také absolvoval střední odbornou školu leteckou ve Varšavě (1994) a studoval také na Fakultě energetiky a letectví Varšavské polytechniky (1994–95).
V letech 2016–2022 byl zástupcem ředitele Centra východních studií Marka Karpa (OSW), předtím vedl středoevropský odbor OSW a v letech 2004–2010 pracoval v Polském institutu pro mezinárodní otázky (PISM), mimo jiné jako zástupce vedoucího výzkumu a analýz. Před svou pražskou misí působil od roku 2013 jako předseda Programové rady Polsko-českého fóra při ministru zahraničních věcí Polské republiky.
Jako analytik se specializoval na analýzu domácí a zahraniční politiky středoevropských zemí se zvláštním zaměřením na regionální spolupráci. Během svého působení v OSW zahájil výzkumný projekt zaměřený na roli dopravní a infrastrukturní propojenosti (connectivity) ve střední Evropě. Je rovněž autorem řady odborných článků o historii polské zahraniční politiky a vztazích Polska s jeho jižními sousedy. V souvislosti s těmito aktivitami se v roce 2013 stal členem Polsko-slovenské komise humanitních věd. Je také členem redakční rady čtvrtletníku Polski Przegląd Dyplomatyczny.
Svou misi jako vedoucí zastupitelského úřadu Polské republiky v České republice zahájil 16. září 2022, a skončil 31. července 2024.